# Бовеньо
Бовеньо (итал. Bovegno, ломб. Böegn) — коммуна в Италии, в провинции Брешиа области Ломбардия.
Население составляет 2321 человек, плотность населения составляет 49 чел./км². Занимает площадь 47 км². Почтовый индекс — 25061. Телефонный код — 030.
Покровителем коммуны почитается святой Георгий, празднование 23 апреля.

## Города-побратимы
- Наркао, Италия